# İsmet İnönü
Mustafa İsmet İnönü (İzmir, 24 september 1884 – Ankara, 25 december 1973) was de tweede Turkse president (1938-1950), na de dood van Atatürk. Hij was de eerste president van Turkije van gedeeltelijk Koerdische afkomst.

## Biografie
İsmet İnönü werd op 24 september 1884 in Izmir geboren, als tweede zoon van Hacı Reşit en Cevriye Temelli. Zijn vader Hacı Reşit was geboren in Malatya, maar stamde af van een Koerdische familie uit Bitlis. Zijn moeder Cevriye (1867-1959) was afkomstig uit Razgrad (Bulgarije) en emigreerde op jonge leeftijd met haar familie naar Istanbul. Ismet İnönü had een oudere broer, Ahmet Mithat (1882-1960), twee jongere broers (Hasan Rıza en Hayri Temelli) en een jongere zus (Seniha Okatan).

## Militaire carrière
İsmet Pasja volgde een militaire opleiding (voltooid in 1903) aan een militaire academie. Hij sloot zich aan bij het Comité voor Eenheid en Vooruitgang (CUP; Ittihad) en nam deel aan de revolutie van 1908 die het CUP aan de macht bracht.
İsmet onderdrukte twee revoltes, één in Jemen en één in Roemelië (toen waren dat Ottomaanse provincies).
Tijdens de Eerste Wereldoorlog commandeerde İsmet het 4de Leger in Syrië en Palestina, waar hij bij Beër Sjeva een nederlaag tegen de Britten leed. Rond de tijd dat Turkije een wapenstilstand sloot met de Entente (oktober 1918) was İsmet staatssecretaris van Oorlog in de regering van grootvizier Izzet Pasja. Daarna sloot hij zich aan bij de nationalisten van Mustafa Kemal (de latere Atatürk) die een oorlog uitvochten met de Grieken en Italianen die delen van Turkije wilden annexeren. Deze strijd mondde uit in een overwinning voor de nationalisten. In januari en in april 1921 wist İsmet de Grieken te verslaan bij İnönü. Later, toen het de Turken verplicht werd gesteld om een achternaam aan te nemen, koos İsmet als achternaam 'İnönü', naar de plaats waar hij tweemaal een militaire zege had behaald. Hoewel geen Ottomaanse pasja (hij was geen Ottomaanse generaal, maar generaal in het verzetsleger), stond hij toen wel bekend als 'İsmet Pasja'.

## Premier
In 1922 waren de Grieken en Italianen verslagen en kwam Mustafa Kemal als sterke man naar voren. Hij zette de sultan, Mehmet VI, af en riep de republiek Turkije uit (1923). İsmet werd door Atatürk aangesteld als delegatieleider van de Turkse vredesdelegatie die op 24 juli 1923 de Vrede van Lausanne ondertekende met de Entente-mogendheden.
Van 1923 tot 1924 en van 1925 tot 1937 was İsmet Pasja minister-president van de republiek. İsmet was een trouwe volgeling van Atatürk en steunde diens binnen- en buitenlandse politiek.

## President
Na het overlijden van Mustafa Kemal Atatürk in 1938, volgde İsmet İnönü hem als president van de Turkse republiek op. Na het partijcongres van de Republikeinse Volkspartij (CHP), de enige toegestane politieke partij, werd hij tevens tot partijvoorzitter voor het leven gekozen. Het Turkse parlement in Ankara kende hem de titel Nationaal Leider toe, terwijl Atatürk postuum de titel Eeuwige Leider kreeg toegewezen.
De politiek van İnönü week weinig af van die van Atatürk en er was geen sprake van democratische hervormingen. Het is overigens niet geheel waar om İnönü af te schilderen als dictator, omdat het parlement nog geheel in functie was en hij bovendien verantwoordelijk was voor de invoering van het meerpartijenstelsel. Tijdens de Tweede Wereldoorlog bleef Turkije voor het grootste deel neutraal, wat de ergernis van zowel de geallieerden als de asmogendheden opriep. Deze strikte neutrale politiek van İnönü leidde tot een strenge perscensuur en een verbod op pro- en antifascistische propaganda. Een poging van de Duitse ambassadeur in Ankara, Franz von Papen, om de Turken te verleiden om mee te doen aan de oorlog aan Duitse zijde, liep spaak op de onwil van İnönü om oorlog te voeren tegen de geallieerden (1941). Pas op 23 februari 1945 verklaarde Turkije – onder hevige druk van de geallieerden – de oorlog aan de asmogendheden.
Vrijwel direct na de Tweede Wereldoorlog werd Turkije ernstig bedreigd door de Russen die om concessies vroegen in de Zwarte Zee. İnönü wist zich gesteund door de Amerikanen en zwichtte niet onder de Russische dreigementen. Vanaf dat moment zijn Turkije en de Verenigde Staten bondgenoten. Om zijn regime te democratiseren, werden in 1945 politieke partijen gelegaliseerd. De Republikeinse Volkspartij (CHP) bleef bij de eerste naoorlogse verkiezingen echter de grootste partij, hoewel de Nationale Partij, en met name de Democratische Partij van Adnan Menderes en Celal Bayar geduchte concurrenten waren van de CHP.

## Oppositieleider en premier

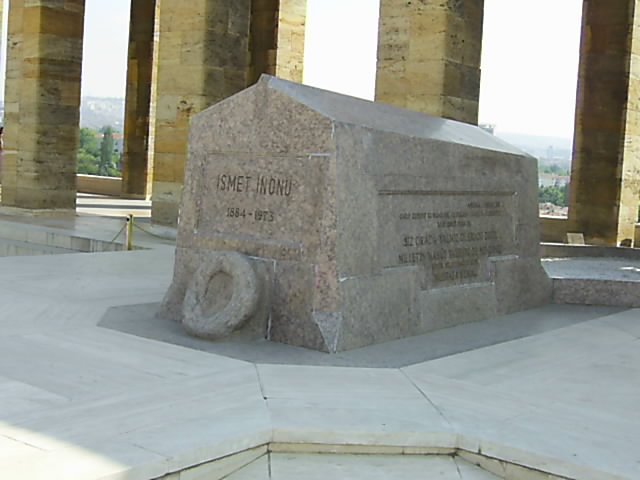
Graftombe Mustafa İsmet İnönü

De verkiezingen van 1950 werden verloren door de CHP – een van de factoren voor het verlies van de CHP is mogelijk de in het vooruitzicht gestelde landhervorming, die op de onwil stuitte van de grootgrondbezitters in Anatolië die tot dan toe altijd de CHP hadden gesteund maar daarna overliepen naar de DP van Menderes. Adnan Menderes werd minister-president, terwijl de voormalige Turkse premier en generaal, Celal Bayar president werd.
De CHP die nog nooit oppositie had gevoerd, moest het oppositie voeren nog leren. De verkiezingen halverwege de jaren vijftig verliepen dan ook niet succesvol voor de CHP. De DP-regering, die toch wat dictatoriale trekjes ging vertonen, werd in 1960 omvergeworpen door het leger dat een tijdelijke militaire regering afkondigde, doch in 1961 de parlementaire democratie herstelde. De CHP – inmiddels naar eigen zeggen omgevormd tot een 'sociaaldemocratische partij' (eigenlijk een centrumpartij) – mocht een coalitieregering vormen met andere kleine partijtjes. İnönü leidde tot 1965 deze coalitieregering.
De CHP leed bij de verkiezingen van 1965 en 1969 grote nederlagen. De jonge Bülent Ecevit volgde İnönü in 1972 als partijvoorzitter van de CHP op.
İnönü overleed op 25 december 1973 in Ankara. Hij werd na zijn dood begraven precies voor het plein van het mausoleum van Atatürk. Hiertoe werd besloten door de toenmalige Turkse regering ter ere van de vriendschap van İnönü met Atatürk.

## Persoonlijk
İnönü was sinds 13 april 1916 getrouwd met Mevhibe İnönü (1897-1992). Uit dit huwelijk werden vier kinderen geboren, waaronder Erdal İnönü (1926-2007).
İsmet İnönü was een moslim.
Mustafa Kemal Atatürk · İsmet İnönü · Celal Bayar · Cemal Gürsel · Cevdet Sunay · Fahri Korutürk · Kenan Evren · Turgut Özal · Süleyman Demirel · Ahmet Necdet Sezer · Abdullah Gül · Recep Tayyip Erdoğan
İsmet İnönü · Ali Fethi Okyar · Celal Bayar · Refik Saydam · Şükrü Saracoğlu · Recep Peker · Hasan Saka · Şemsettin Günaltay · Adnan Menderes · Cemal Gürsel · Suat Hayri Ürgüplü · Süleyman Demirel · Nihat Erim · Ferit Melen · Naim Talu · Bülent Ecevit · Sadi Irmak · Bülent Ulusu · Turgut Özal · Yıldırım Akbulut · Mesut Yılmaz · Tansu Çiller · Necmettin Erbakan · Abdullah Gül · Recep Tayyip Erdoğan · Ahmet Davutoğlu · Binali Yıldırım